# Versailles II : Le Testament
Versailles II : Le Testament est un jeu vidéo d'aventure,
développé par Cryo,
sorti sur Windows en 2001. Le jeu a été réédité en 2004 sur PlayStation 2 et pour lecteur DVD de salon par The Adventure Company. C'est la suite de Versailles (1996).

## Synopsis
En 1700, Charles II est sur le point de mourir et sa succession est incertaine. Elle mènera, un an plus tard, à la guerre de Succession d'Espagne. Dans ce contexte, le joueur, Charles-Louis de Faverolles, jeune noble, arrive à la cour de Louis XIV avec l'intention de devenir diplomate. Son objectif principal est d'atteindre une situation sociale lui permettant de retourner à la cour d'Espagne pour retrouver Elvira, celle qu'il aime.

## Scénario

### Introduction
Avant le commencement du jeu, une cinématique textuelle renseigne le joueur sur le contexte dans lequel le personnage se trouve.
En 1679, la famille de Faverolles s'est installée à Madrid, en Espagne, suivant Marie-Louise d'Orléans lorsqu'elle devint reine d'Espagne en épousant le roi Charles II. La mère de Charles-Louis, qui était femme de chambre de la reine, et cette dernière elle-même mourrurent brusquement en 1689. Charles-Louis fut renvoyé en France, pour être page de la Grande Écurie de Versailles, et y suivit trois ans de formation avant de retourner en Espagne.
En été 1699, alors que l'affaire de la succession d'Espagne agite la cour, Charles-Louis de Favorelles est de retour à Versailles dans l'objectif de devenir diplômate en Espagne.

### Acte I
Faverolles arrive dans la Grande Écurie de Versailles, avec une lettre de recommandation de la part de son père, pour Monsieur de Boisseuilh, son ancien maître d'apprentissage lorsqu'il était page, afin que ce dernier l'aide à devenir diplomate. Golipeau, un des palefreniers de l'Écurie, qui l'a connu quand il était page, le reconnaît et l'informe que Monsieur de Boisseulh est absent et ne reviendra que dans une heure. Faverolles lui annonce chercher un logement mais Golipeau lui répond que les hôtelleries et les logeurs n'ont plus de place, avant de lui recommander l'auberge du Pélican, située au Grand Commun. S'il s'y présente de sa part, il pourra y obtenir une chambre.
Arrivé dans l'auberge, l'aubergiste lui demande de le débarrasser d'un ivrogne qui boit, chante et joue de la trompette dans la salle principale. L'homme, ivre, ne souhaite pas qu'on le touche et semble être sourd à toute raison. Après être allé cherché un garde du prévôt, qui fit sortir l'ivrogne par la force, l'aubergiste propose, à Faverolles, pour le remercier, une chambre pour 50 livres par mois. Faverolles, n'ayant que 40 livres en poche, lui verse 35 livres et lui donne sa parole de gentilhomme que le reste sera payé dans les meilleurs délais, ce que l'aubergiste accepte.
De retour à la Grande Écurie, Faverolles écoute la conversation entre deux hommes, le duc d'Arcueil et l'ambassadeur d'Autriche, le comte de Sizendorf, qui discutent de la santé du roi d'Espagne, Charles II, et des grands bouleversements à venir, les possessions d'Espagne devant vraisemblablement revenir soit à un prince français soit à un prince allemand à la mort du roi. Golipeau apprend ensuite à Faverolles que Monsieur de Boisseuilh est de retour.
Dans les écuries, Monsieur de Boisseuilh est lui-même en pleine conversation avec le marquis de Dangeau. Ils s'entretiennent de nombreux vols de selles et caparaçons dans les écuries, ainsi que d'un vol de diamants qui est survenu dans les appartements du dauphin et pour lequel le roi aurait déjà une idée du coupable.
Après le départ du marquis, Faverolles remet la lettre de recommandation à Monsieur de Boisseuilh qui le charge d'aller remettre une scelle au Marquis de Torcy, ministre des affaires étrangères, ou à Blondel, son premier commis, et de solliciter à cette occasion un poste de diplomate en Espagne.
Après avoir récupéré la selle auprès de Golipeau, Faverolles se rend donc dans l'aile des ministres du château. Dans la pièce, pleine de monde, un gentilhomme assis sur un banc lui apprend qu'il est souvent nécessaire de verser un pot-de-vin aux huissiers, de trois livres selon l'usage, pour que ces derniers daignent donner accès aux ministres. En sollicitant l'huissier, Faverolles fait effectivement face à un refus, Monsieur de Torcy et Monsieur Blondel sont trop occupés pour le recevoir. Après avoir payé un pot-de-vin de trois livres, l'huissier accepte de prévenir le premier commis. Faverolles lui donne la selle et le sollicite concernant un poste de diplomate mais ce dernier refuse catégoriquement, en raison des affaires sensibles que le département des affaires étrangères a à traiter concernant l'Espagne et de la position de Faverolles dans cette affaire.
En sortant, le gentilhomme sur le banc lui suggère de se rendre au grand couvert du roi, où des personnes influentes peuvent être rencontrées. Faverolles décide alors de s'y rendre.
Après avoir récupéré son bagage au bureau des coches, il rentre à l'auberge du Pélican pour se préparer. Il prend son chapeau, ses gants et son épée, la tenue réglementaire pour entrer au château, et descend dans la salle principale de l'auberge. Après avoir parlé à l'aubergiste, qui lui rappelle sa dette de 15 livres pour laquelle il accepte de réfléchir à lui laisser jusqu'au lendemain pour payer, Faverolles discute avec Lhuillier, qui se trouve être sous-inspecteur des bâtiments du roi. Ce dernier lui dit qu'il ne parviendra pas à entrer au grand couvert sans recommandation, car si le roi soupe en public, il n'est pas possible de laisser entrer tout le monde. Il propose à Faverolles de parler aux huissiers de la chambre, Mesnards et Desnoyers, de « véritables cerbères », afin de laisser entrer Faverolles mais demande à ce dernier de jouer avec lui à un jeu d'argent. Faverolles ne dispose cependant que de peu d'argent et refuse de miser le médaillon d'Elvira, sa fiancée, auquel il tient comme à la prunelle de ses yeux. Lhuillier, afin de répondre à son souci d'argent et à l'avenir de Faverolles à Versailles, lui propose de remplacer son sous-inspecteur adjoint qui est souffrant, à la condition qu'il lui montre ses connaissances et son bon sens. La nouvelle chambre du roi étant en pleine création, Lhuillier l'interroge sur l'ordre d'intervention de différents de corps de métiers du chantier.
Les réponses de Faverolles conviennent à Lhuillier qui lui donne rendez-vous le lendemain matin, à 9 heure, au bosquet de la Colonnade, où l'on doit placer la statue de Proserpine enlevée par Pluton, de Girardon, et où il lui présentera Mansart, surintendant des bâtiments, duquel dépend sa nomination en tant qu'adjoint. À cet instant, un garde suisse pénètre dans l'auberge et Lhuillier, qui semble affolé, confie à la hâte un diamant à Faverolles, avant de quitter l'auberge.
En se dirigeant vers la porte d'entrée de l'auberge, Faverolles discute avec un joueur de toton, qui lui propose de mettre en gage le diamant que Lhuillier vient de lui confier. Le jeu consiste à miser sur un numéro présent sur le dé et de tourner la toupie sur laquelle sont inscrits les numéros, le numéro gagnant remporte la mise. Faverolles décide de miser le diamant mais le perd. L'aubergiste, étonné de sa victoire, le joueur perdait depuis le début de la journée, consentit à Faverolles de ne pas exiger le solde de sa dette immédiatement. Faverolles, quant à lui, se résigna à ne pas sortir.
Le lendemain, au bosquet de la colonnade, Faverolles, aux côtés de Lhuillier, assiste à une conversation houleuse entre Mansart et Monsieur Dupuis, jardinier du roi. Ce dernier se plaint des transformations incessantes des jardins qui le contraignent, pour la création d'un nouveau bosquet, à tout défoncer pour laisser passer les nouvelles canalisations. Mansart remarque Faverolles que Lhuillier présente comme celui qu'il souhaite voir remplacer son adjoint, ce que Mansart accepte. Ce dernier confie à Faverolles la maission de présenter les jardins à l'ambassadeur d'Espagne à 3 heures de l'après-midi et lui donne rendez-vous sur la terrasse. Lhuillier donne à Faverolles son salaire pour le trimestre (quartier) de juillet et lui demande de lui retourner le diamant dans l'après-midi.
Sur la terrasse du château, Mansart présente Faverolles au Marquis de Castel Dos Rios, ambassadeur d'Espagne, et Lhuillier confie à Faverolles les consignes et la clé des bosquets. Faverolles et l'ambassadeur visite le parc en passant par le tapis vert, l'orangerie et les nombreux bosquets du parc dont la salle de bal, le bosquet de l'encelade et le bosquet du marais. Pendant la visite, l'ambassadeur et Faverolles discutent de l'Espagne. L'ambassadeur expliquer que, le roi s'apprêtant à mourir sans héritier, il redoute que les puissances étrangères, la France, le Saint-Empire, l'Angleterre et la Hollande, s'accordent pour se partager les possessions espagnoles. Il explique également à Faverolles que l'entourage de la reine, aujourd'hui allemande, Marie-Anne de Neubourg, et que son entourage, en particulier la comtesse de Perlitz, a une influence politique néfaste. À la fin de la visite, l'ambassadeur dit connaître Elvira Malaga y Santiago, la fiancée de Faverolles, qui est la fille d'un de ses très bons amis. L'ambassadeur accepte d'aider Faverolles à rejoindre l'Espagne en lui promettant un passeport avant de le quitter pour rejoindre la promenade du roi.
De retour au Grand Commun, Faverolles doit rendre visite à Lhuillier. Avant cela, il se rend à l'auberge pour récupérer le diamant auprès du joueur de toton. Il parvient à le récupérer et paye, au passage, les 15 livres qu'il devait à l'aubergiste.
En pénétrant dans le bâtiment où réside Lhuillier, Faverolles se retrouve nez-à-nez avec un garde de la prévôté qui interdit l'accès à l'escalier menant aux appartements de Lhuillier. En se rendant dans les cuisines, Faverolles apprend par un laquais que la Prévôté est venu arrêter Lhuillier. Faverolles décide de ruser et de s'habiller en laquais et de porter à Lhuillier son plateau-repas pour que les gardes le laissent passer. Lhuillier est mis aux arrêts dans sa chambre et reconnaît Faverolles lorsqu'il pose son repas sur le bureau. Il le supplie de remettre le diamant qu'il lui avait confié au dauphin afin qu'il intercède en sa faveur auprès du roi, c'est une question de vie ou de mort.
Faverolles, en s'apprêtant à sortir du bâtiment, apprend de la part du laquais que le dauphin n'est pas à Versailles mais au château de Meudon avec deux de ses fils, le duc de Bourgogne et le duc de Berry, et que, parmi ses enfants, seul le duc d'Anjou est à Versailles. Ce dernier se trouve aux côtés du roi pour sa promenade et Faverolles se rend alors au bosquet de l'Encelade. Cependant, il ne peut approcher le duc d'Anjou, qui discute avec le roi, un garde du corps lui bloquant l'accès. Faverolles demande alors à l'ambassadeur d'Espagne, qui partage également la promenade du roi, de remettre le diamant au prince afin qu'il intercède auprès du roi en faveur de Lhuillier.
Une cinématique textuelle nous apprend le fin mot de l'affaire Lhuillier. Ce dernier, alors qu'il travaillait au service du dauphin à Meudon n'a pu résisté face à une boucle de trois gros diamants. Il en garda un pour sa maîtresse et tenta de vendre les deux autres mais l'orfèvre du roi reconnu les pierres. Le roi désirait que Lhuillier fût pendu mais grâce à Faverolles, et à l'intercession du dauphin, Lhuillier fut banni. Faverolles obtient par Mansart sa charge de sous-inspecteur des bâtiments ainsi que son logement au Grand Commun.

### Acte II
À la suite de la disgrâce de Lhuillier et de l'ascension de Faverolles au service de Mansart, Faverolles est convié au château. Dans le Salon de la guerre, après avoir traversé la Galerie des Glaces, Faverolles se retrouve avec plusieurs courtisans et personnes de la Cour. Il entend une conversation entre le marquis de Dangeau et le marquis de Torcy concernant les rumeurs sur l'affaiblissement du roi d'Espagne et du partage de sa succession, rumeurs auxquels Torcy ne répond pas. Faverolles est ensuite interpellé par le duc d'Arcueil qui lui propose de l'aider à entrer dans la diplomatie. En effet, le duc a entendu la conversation que Faverolles tint avec Monsieur de Boisseuilh à la Grande Écurie et lui soutient qu'il peut lui être d'une grande d'aide, étant l'ami intime du Marquis de Torcy. En échange, le duc lui demande cependant d'aider Monsieur de Bandols, un ingénieur et savant, qui souhaite connaître les secrets des fontaines de Versailles. Ce dernier, se trouvant à côté du duc, demande à Faverolles de lui fournir les plans des réseaux hydrauliques, ceux qui amènent les eaux à Versailles et ceux qui les distribuent dans les jardins.
Faverolles, en quête des plans, se rend au bosquet de la colonnade et demande à un fontainier, qui s'affaire sur un bassin, où il pourrait trouver des renseignements sur les fontaines. Ce dernier lui répond que les fontainiers sont trop occupés et pas assez nombreux pour cette requête. Faverolles se rend alors au bosquet de l'Encelade où un jardinier lui recommande d'aller se renseigner auprès de Monsieur Dupuis qui se trouve au bosquet du marais. Faverolles retrouve celui-ci coordonnant la mise en place des arbustes fruitiers du bosquet. Alors qu'il lui demande les plans, ils sont interrompus par un suisse qui informe Dupuis que sa présence est demandée, un jardinier s'étant blessé avec la grande serpe en élaguant les arbres et étant tombé de la tourelle de charpente. En échange de son remplacement pour la mise en place des arbustes, Dupuis accepte de faire livrer les plans dans les appartements de Faverolles. Les plans sur son bureau, Faverolles remet dans l'ordre et par catégorie les plans concernant le réseau externe d'alimentation en eau (les moulins à eau, la Machine de Marly et l'Aqueduc de l'Eure), ceux concernant le réseau interne de distribution en eau (la gravitation et la distribution des conduites) et ceux qui concernant l'ajustage (ajustage et jets et les pompes d'ajustages).
En sortant de l'appartement, Bandols est devant la porte. Il explique à Faverolles qu'il lui est nécessaire de mettre lui-même en eau un bosquet et donne rendez-vous à Faverolles au bosquet de la colonnade à 10 heures le lendemain matin.
Le lendemain, en sortant, Faverolles tombe sur La Perdrix, un marmiton, qui semble avoir des difficultés avec le langage, confondant les mots entre eux, et qui décide de se mettre au service de Faverolles.
Au bosquet de la colonnade, Faverolles demande au fontainier à qui il a parlé la veille. Ce dernier, nommé Tiquet, sachant l'identité de Faverolles, s'excuse de la réponse qu'il lui a donné et confie sa clef-lyre et son sifflet pour la mise en eau du bosquet. Tiquet lui donne également une lève de mail qu'il a découvert dans un bosquet afin que Faverolles la rende à son propriétaire. Bandols, muni du sifflet, demande à Faverolles d'augmenter et de baisser la pression de l'eau selon ses indications.
À la fin des essais, Monsieur Dupuis entre dans le bosquet et manifeste son mécontement auprès de Faverolles, les grandes eaux ne pouvant être données que sur ordre du roi et ses essais épuisant les réserves. Faverolles convaint Dupuis de ne rien dire à Mansart en capitalisant sur les tensions entre les deux personnages et en expliquant que Bandols, grand savant en hydraulique, ne veut pas que Mansart se vante d'avoir réalisé ses découvertes.
Faverolles se rend ensuite au terrain de mail afin de trouver le propriétaire du maillet. Il y croise l'ambassadeur d'Espagne, qui lui donne rendez-vous au bosquet du marais à 5 heures de l'après-midi pour lui apporter son passeport pour l'Espagne, et le marquis de Dangeau qui interroge l'ambassadeur sur la santé du roi d'Espagne. Après une discussion partagée sur l'Espagne, le marquis souligne que la lève de mail arbore les armes d'un fils de France et qu'elle ne peut appartenir qu'au duc de Bourgogne, de Berry ou d'Anjou, présents sur le terrain. Faverolles demande d'abord aux deux premiers mais le propriétaire se révèle être le duc d'Anjou qui remercie Faverolles de lui avoir rapporté sa lève avant de lui demander de lui rapporter une boule de mail qui vient d'être tirée. En récupérant la boule, Faverolles la confie à Mademoiselle Prospérine, filleule de Madame de Maintenon, qui remercie Faverolles en lui confiant un message. Elle ajoute qu'ayant entendu que les affaires d'Espagne l'interessait, elle peut lui fournir des informations car elle entend tout depuis la garde-robe lorsque le roi travaille avec Monsieur de Torcy chez Madame de Maintenon. Elle lui donne rendez-vous à 5 heures au bosquet des rocailles et quitte Faverolles sans qu'il n'ait le temps de lui dire qu'il était déjà engagé pour cette heure.
Après son départ, Faverolles consulte le message de Prospérine dans lequel elle lui conseille de se méfier du duc d'Arcueil. Ce dernier était d'ailleurs derrière Faverolles et prend ce message reçu par Prospérine pour un billet galant. Après avoir dit l'envier, il lui propose de le rejoindre au bosquet de l'Encelade afin de jouer au lansquenet.
Faverolles quitte le duc et se retire dans ses appartements du Grand Commun, où La Perdrix lui monte son déjeuner. Il fait remarquer que Monsieur de Boisseuilh a apporté trois lettres qu'il a placées sur le lit. Ces lettres proviennent d'Espagne et sont écrites par Elvira. Dans celles-ci, elle rappelle à Faverolles l'amour qu'elle lui porte mais lui fait aussi part de la situation politique à Madrid. Les Grands d'Espagne, qui ne veulent pas de partage des possessions espagnoles, ne font pas confiance à l'Empereur Léopold Ier mais accusent aussi Louis XIV d'avoir conclu un traité de partage avec l'Angleterre et la Hollande et de chercher à obtenir de l'Empereur sa signature. Elle dit également que le parti allemand, de son côté, se renforce à Madrid, la reine exerçant toute son influence pour que le roi teste en faveur de l'archiduc, affirmant que les autres royaumes ne veulent que le partage. Elle informe Faverolles que la comtesse de Perlitz est en route pour Vienne, afin de convaincre l'Empereur de ne pas signer le traité, et qu'elle a besoin, pour cela, de connaître la teneur exacte du traité, en se rendant en France. Elvira demande à Faverolles de l'en empêcher.
Après ces lectures qui l'émeuvent, Faverolles se rend à l'Encelade où il rejoint le duc d'Arcueil qui lui demande d'effacer ses dettes au lansquenet. Faverolles joue et remporte assez pour éponger ses dettes et lui empêcher la ruine. Le duc désire lui donner une partie des gains mais Faverolles préfère des informations sur Mademoiselle Prospérine. Il conseille à Faverolles de ne pas trop s'en approcher car la marquise de Maintenon veut la marier au vieux comte de Maillebois, sans descendant, ayant perdu son fils unique à la guerre et que cela lui déplairait. Madame de Maintenon étant comme la reine à Versailles, c'est un risque social à ne pas prendre. Le duc ajoute également que Bandols souhaite visiter les galeries souterraines et invite donc Faverolles à l'aider.
À la suite de cette discussion, Faverolles se rend au bosquet du marais afin de récupérer son passeport des mains de l'ambassadeur d'Espagne. Cependant, ce dernier lui apprend que le roi de France a annoncé qu'il s'engageait auprès du roi d'Espagne à ne faire entrer personne en Espagne et qu'étant officier du roi, Faverolles ne pouvait plus bénéficier du passeport.
Faverolles se rend enfin à la salle de bal pour obtenir les informations que Mademoiselle Prospérine lui a promis. Cependant, la grille est fermée et Faverolles demande alors à un musicien de jouer son air de musique préféré pour l'attirer. Ne se souvenant plus du titre, Faverolles se rend à l'auberge où il sollicite le musicien ivrogne qui lui donne le nom de la musique : la Marche pour la cérémonie des Turcs de Lully. Faisant jouer au musicien du bosquet cet air de musique, Mademoiselle Prospérine, attiré comme prévue, remet un billet cacheté à Faverolles, lui demande de ne l'ouvrir que chez lui et de le détruire ensuite.
De retour dans ses appartements, Faverolles décachete le billet qui annonce que la France a signé un traité secret avec l'Angleterre et la Hollande pour le partage des possessions espagnoles et que ce traité ne doit pas être connu de l'Espagne ni du Saint-Empire. Faverolles, avoir pris connaissance du billet, le brûle, alors que quelqu'un frappe à sa porte.
Derrière la porte, Bandols demande à Faverolles d'accéder aux galeries souterraines afin d'avancer dans ses travaux sur les canalisations. Il envoie ce dernier à sa chambre, à l'auberge du Pélican, pour récupérer les instruments de mesure servant à relever le diamètre des tuyaux et les pentes, et lui en donne la clé. Il lui demande également de se procurer la clé de l'entrée des galeries souterraines et de le rejoindre ensuite dans la clairière du bosquet du Marais.
Faverolles, en descendant de son appartement, croise la Perdrix, dont le frère est fontainier, et lui demande d'obtenir la clé des galeries auprès de son frère. La Perdrix quitte le bâtiment pour accomplir sa mission. Pendant ce temps, Faverolles se rend à l'auberge et récupère les instruments dans la chambre de Bandols. En revenant, il interroge une domestique dans les cuisines pour savoir si La Perdrix était revenue. Celle-ci lui informe qu'il était bien revenu mais qu'un Suisse, dépéché par Bontemps, est venu poser des questions sur Faverolles. Pendant qu'elle répondait au Suisse, La Perdrix s'est enfuit et a laissé un mot pour Faverolles dans la cuisine. Ce dernier, après avoir cherché dans plusieurs récipients, trouve un mot dans une casserole « Clé Enlèvement de Prospérine ». Faverolles, parvenant à déchiffrer les erreurs de langage de La Perdrix, comprend que la clé se trouve au bosquet de la colonnade, devant la statue de l'enlèvement de Proserpine. Après avoir récupéré la clé, il rejoint Bandols au bosquet du Marais, devant l'entrée des galeries souterraines.
Muni d'une lanterne, Faverolles pénètre dans les galeries et mesure les canalisations à l'aide des instruments de Bandols. Cependant, pendant ses mesures un garde suisse entre dans les galeries. Faverolles se cache en montant à une échelle, le garde passe ainsi sans l'apercevoir. Toutefois, lors de la descente, l'échelle cède sous le poids de Faverolles et crée une fuite dans le réservoir d'eau. Alors que les galeries se remplissent d'eau, Faverolles s'enfuit et parvient à sortir des galeries. Un garde suisse l'attend à la sortie et lui demande, par ordre du roi, de lui remettre la lettre remise par Mademoiselle Prospérine. Faverolles lui remet alors le message de Prospérine dans lequel elle lui conseille de se méfier du duc d'Arcueil, un message qui ne risque pas de fâcher Madame de Maintenon, contrairement à celui que Faverolles a détruit.
Plus loin, Faverolles retrouve le duc d'Arcueil et l'avertit que compte tenu de l'intervention du garde suisse, Mansart va être mis au courant de cette affaire. Néanmoins, le duc lui informe que les travaux ayant bien avancé grâce à lui, et en en ayant informé le roi, celui-ci a félicité le duc pour son zèle à servir sa passion pour les fontaines et a offert à Bandols la possibilité de construire des machines pour élever les eaux. Pour remercier Faverolles, le duc emmène Faverolles auprès de Torcy qui sort du conseil des ministres.
Dans l'escalier de la reine, Arcueil accompagne Faverolles et le présente à Torcy, avant de partir pour le petit couvert du roi. Torcy demande à Faverolles de décoder un message qu'ils ont récemment reçu et que les gens du chiffre ne sont pas parvenus à déchiffrer. Faverolles parvient à déchiffrer le message qui provient de la comtesse de Perlitz, écrivant qu'elle sera à Versailles le 26 du mois pour obtenir le contenu du traité de partage. Torcy fait rédiger une lettre de cachet pour faire arrêter la comtesse qui se trouve actuellement à Bondy, et demande à Faverolles de la porter, en prenant le meilleur cheval et les indications de relais auprès de Monsieur de Boisseuilh.
Faverolles se rendit à la Grande Écurie et après avoir récupéré la lettre et sellé un cheval, il partit pour Bondy afin de remetre la lettre de cachet en main propre. La soir même, Monsieur de Torcy introduit Faverolles au roi lui-même qui décide de récompenser Faverolles pour ses actions. Faverolles est nommé gentilhomme ordinaire de la Chambre et obtient ainsi le privilège d'assister aux Levers et Couchers du Roi, de se trouver à tous ses lieux de passage, et de remplir des missions qui lui sont confiées par le roi lui-même, en particulier sur les affaires d'Espagne.
Dans le même temps, l'existence du traité de partage fut connu et causa l'indignation de l'Espagne. Néanmoins, l'Empereur ne se décidait pas à le signer car espérant toujours que son fils, l'archiduc, soit désigné comme héritier du roi d'Espagne.

### Acte III
Faverolles, faisant à présent partie de la Cour, se retrouve à la table des maîtres d'hôtel du Grand Commun, partageant son repas avec d'autres gentilhommes, huissiers, aumôniers, écuyers et valets de la chambre du roi. Pendant le repas, un des officiers affirme qu'en sortant du conseil, le roi aurait parlé d'une nouvelle rumueur disant que le duc d'Anjou aurait été désigné dans son testament et que le roi s'en serait moquée en disant qu'il n'avait aucun chance. Faverolles réplique que, ayant été là, il pouvait dire que le roi avait simplement dit que cela était une ruse. Il ajoute ensuite que le duc d'Anjou est, selon lui l'héritier le plus légitime au trône d'Espagne. Face à cette réponse, l'officier défie Faverolles de le lui prouver. Faverolles, en établissant l'ordre de succession, montre à l'officier que le duc d'Anjou est l'héritier le plus légitime étant descendant direct de deux souverains d'Espagne, Philippe III et Philippe IV d'Espagne, par le mariage entre Louis XIII et Anne d'Autriche, fille de Philippe III d'Espagne, et le mariage entre Louis XIV et Marie-Thérèse d'Autriche, fille de Philippe IV d'Espagne et soeur du roi régnant Charles II d'Espagne. En revanche, l'archiduc Charles, lui, ne descend que de Philippe III d'Espagne, par le mariage entre Marie-Anne de Bavière, fille de Philippe IV, et Ferdinand III de Habsbourg, son grand père. Mouché, l'officier interrompt la discussion.
En sortant de la salle, La Perdrix informe Faverolles que le duc d'Arcueil lui demande d'être rejoint au terrain de mail. Là bas, le duc d'Arcueil l'invite à jouer au mail, aux côtés du duc d'Anjou, contre le duc d'Arcueil et le marquis de Dangeau. Faverolles remporte la partie et le duc d'Anjou, exprimant sa satisfaction et le plaisir que la compagnie de Faverolles lui procure, lui rappelle qu'un bal est donné le soir-même dans le bosquet des rocailles.
Durant le bal, des gentilhommes témoignent leur amitié à Faverolles et le duc d'Anjou se réjouit de sa présence. Cependant, Mademoiselle Prospérine interpelle Faverolles et lui annonce que le comte de Maillebois, à qui elle était destinée, venait de mourir mais qu'elle craint d'être envoyée à Saint Cyr (où se trouve la Maison royale pour jeunes filles) par Madame de Maintenon et supplie Faverolles de la sauver, avant de s'apercevoir que celle-ci les observe et de fuir. Pendant le bal, Faverolles perd enfin son médaillon, représentant sa fiancée Elvira, qui est ramassée par un garde suisse.
Le lendemain, Faverolles est convoquée par Madame de Maintenon à qui le médaillon a été remis et qui accuse Faverolles de s'être joueé des sentiments de sa filleulle Mademoiselle Prospérine. Faverolles lui assure qu'il n'a jamais eu d'inclination pour elle, que son coeur est déjà pris par sa fiancée, Elvira, et que son objectif est de partir pour l'Espagne au service du roi pour la retrouver. Madame de Maintenon lui demande d'en apporter la preuve dans la journée. Pendant ce temps, cette disgrâce connaît des conséquences, l'ensemble des personnes de la Cour lui tournant le dos. Seul le duc d'Arcueil compatit et aide Faverolles en lui conseillant de demander à l'ambassadeur d'Espagne de lui fournir le passeport espagnol qui pourra être une preuve, auprès de Madame de Maintenon, de son intention de partir pour l'Espagne.
Faverolles se rend au bosquet du Marais et croise Monsieur Dupuis. Devant remettre un plan de Trianon à l'ambassadeur d'Espagne mais ce dernier étant en conversation, il lui demande de le lui remettre de sa part. Faverolles s'approche de l'ambassadeur et écoute la conversation qu'il a avec l'ambassadeur du Saint-Empire, notamment au sujet de la position des Grands d'Espagne. Après le départ du comte de Sizendorf, Faverolles remet le plan de Dupuis à l'ambassadeur et lui demande le passeport promis, insistant sur sa nécessité immédiate pour préserver sa réputation. Le marquis de Castel Dos Rios lui remet le passeport avant de l'informer que le courrier provenant d'Espagne ne passe plus. Faverolles fait part lui-même de son inquiétude, sachant de son père, par l'intermédiaire de Monsieur de Boisseuilh, que Elvira ne donnait plus de nouvelles. L'ambassadeur conseille à Faverolles de se renseigner auprès des chevaucheurs.
À la Grande Écurie, le chevaucheur dit à Faverolles qu'il soupçonne les Hollandais de bloquer les courriers à la frontière d'Espagne et mentionne l'un d'eux qui l'a approché en lui parlant du duc d'Arcueil, propablement comme ruse pour intercepter ses courriers. Au même moment, le duc d'Arcueil entre justement dans les écuries, interrompant la conversation. Le chevaucheur demande à Faverolles de lui donner une raison de s'éloigner pour obtenir la fin de son histoire. Celui-ci détacha un filet de paille à l'extérieur des écuries afin de faire réagir les chevaux et de donner un prétexe au chevaucheur pour sortir. Ce dernier remercie Faverolles, d'autant qu'il soupçonne aussi le duc d'être mélé à cette histoire. Il mentionne ensuite le hollandais qui lui a parlé et qui est actuellement au Grand Commun.
Faverolles se rend au Grand Commun pour suivre la piste de ce hollandais et entre dans l'auberge du Pélican. Il y croise La Perdrix mais aussi le suisse de Madame de Maintenon, Vernholes, à qui il remet le passeport espagnol. Faverolles s'enquérit ensuite auprès de l'aubergiste pour savoir s'il hébergeait un hollandais. Ce dernier dit qu'il hébergeait un anglais, qui semble passer son temps à écrire et qui ne sort que pour se débarasser de ses lettres. Au même moment, des enfants dans la rue lancent des pierres sur les carreaux de l'auberge. Faverolles demande à La Perdrix de lui monter un plateau-repas afin de regarder ce qu'il fait et de prendre, si possible, un de ses papiers. Pendant ce temps, Vernholes revient avec la réponse de la Marquise de Maintenon. Celle-ci est convaincue de la sincérité de Faverolles et souhaite même l'aider à obtenir les trois autres passeports, un passeport français, un passeport anglais et un passeport allemand, nécessaires pour rejoindre l'Espagne, ces trois puissances surveillant les frontières. De son côté, La Perdrix revient bredouille mais a remarqué que ses papiers comportaient des sceaux, des chiffres et des lettres. L'anglais est vraisemblablement un espion. Faverolles lui demande alors de faire diversion en envoyant une pierre sur ses carreaux. Pendant ce temps, Faverolles, déguisé en laquais, toque à sa porte sous prétexte de récupérer son plateau. Alors que l'anglais est à la fenêtre, Faverolles dérobe son passeport, une liasse de documents et un livre de code, avant que l'anglais ne s'en aperçoive et le provoque en duel. Un garde de la prévôté demande à Faverolles de ne pas sortir son épée. L'anglais prend finalement la fuite par la balustrade.

### Acte IV
Faverolles se rend au château et retrouve le roi dans le salon de la Guerre. Celui-ci lui demande d'être présent à son retour de la chapelle pour une mission qui lui confiera. Après son départ, l'ambassadeur d'Espagne informe Faverolles que Elvira a été enlevé par le parti allemand, elle est accusée d'être une espionne et toutes les lettes qu'elle écrivait à Faverolles ont été saisies. Seul le comte de Sizendorf peut la faire libérer. Faverolles, décidé à faire cette requête au comte apprend également, par le duc d'Arcueil, que celui-ci s'est vu refuser une audience royale par Monsieur de Torcy, car le comte ne voulait pas dévoiler la raison de celle-ci.
Faverolles se rend au bosquet du Marais pour s'entretenir avec Sizendorf. Le comte confirme qu'il peut aider Faverolles à faire libérer Elvira, mais qu'en contrepartie il souhaite obtenir cette audience, l'Empereur lui ayant donné les pleins pouvoirs pour règler un point d'extrême urgence. Acceptant cette contrepartie, Faverolles retourne auprès du roi à la sortie de la messe. Ce dernier attend un chevaucheur de Madrid dans la journée et souhaite que Faverolles l'amène auprès de lui dès qu'il sera là. Se rendant à la Grande Écurie, le chevaucheur n'est cependant toujours pas arrivé. Pendant ce temps, Faverolles s'entretient avec Torcy, avant le début du conseil du roi, afin de demander d'accorder une audience au comte de Sizendorf qui, ayant les pleins pouvoirs, peut signer le traité de partage. Torcy décide d'en faire part au roi. Également, Torcy informe Faverolles que l'anglais a été arrêté dans les jardins et lui demande d'aller vérifier qu'il s'agit bien de l'homme recherché.
Faverolles apprend que l'homme, désigné comme un fou et un étranger, aurait essayé de se jeter du haut de la tourelle servant à élaguer les grands arbres sur le terrain de mail. Grimpant à la tourelle, Faverolles récupère avec l'aide d'un rateau, un message qui se trouvait dans la haie.
De retour dans ses appartements, Faverolles décode le message qui dit que « le roi est bien mort et a désigné le duc d'Anjou ». Il demande à la Perdrix de se rendre à la Grande Écurie pour aller chercher le chevaucheur attendu par le roi et de le conduire à Faverolles qui sera à la Salle de Bal dans l'après-midi, où se trouve également le comte de Sizendorf.
Faverolles se rend ensuite à l'aile des Ministres afin de s'enquérir de la réponse du roi concernant l'audience de Sizendorf et lui faire part du message déchiffré. Torcy ne lui apporte aucune réponse de la part du roi et se moque du message qu'il considère comme faux. Appelé par le roi sur la terrasse, à son départ de chasse, Faverolles reçoit l'ordre d'informer le comte de Sizendorf que le roi lui accordera une audience à son retour de chasse.
Faverolles se rend à la salle de Bal mais est intercépté par la duchesse de Bourgogne qui l'entraîne lui et l'ambassadeur dans une partie de colin-maillard dans le bosquet. À la fin de celle-ci cependant, Faverolles peut informer Sizendorf que le roi le recevra en audience à 6 heures de l'après-midi, à son retour de la chasse. Respectant sa parole, Sizendorf lui donne une lettre à l'intention de l'ambassadeur de l'empereur à Madrid qui, remise en main propre, permettra à Elvira d'être sauvée.
En descendant du bosquet, l'ambassadeur d'Espagne interpelle cependant Faverolles. Si Elvira est sauvée et que l'amour l'emporte, la signature du traité de partage par le Saint-Empire perdra la grandeur de la nation espagnole, entraînera la domination des impériaux à Madrid, empêchera à jamais le duc d'Anjou de devenir roi et Faverolles de s'y établir. Face à cela, Faverolles ne s'avoue pas vaincu et décide de persuader le comte de Sizendorf de renoncer lui-même à l'audience. Pour ce faire, Faverolles lui présente le message de l'anglais qui doit être un faux. Sizendorf ne sait quoi en penser et si ce message est faux, cela change tout. Il a besoin d'en être certain. Le chevaucheur que La Perdrix a fait venir, lui annonce que le roi d'Espagne n'est pas mort et n'a pas encore désigné d'héritier. Devant cette annonce, d'un chevaucheur qui a été demandé par le roi lui-même, le comte de Sizendorf renonce à son audience auprès du roi et donc à la signature du traité de partage.
Faverolles, en remerciement de ses actions, reçoit du roi un congé lui permettant de se rendre en Espagne.

### Dénouement
Pendant que Faverolles est à Madrid, le roi Charles II meurt et choisit le duc d'Anjou comme héritier. Louis XIV tint conseil et prit une décision qui resta secret jusqu'au mardi 16 novembre où le roi, officiellement reconnût son petit-fils comme roi d'Espagne : « Messieurs, voici le roi d'Espagne ».
Le 4 décembre, le jeune Philippe V d'Espagne quitte la Cour de France pour Madrid. Louis XIV demande à Faverolles de l'accompagner.

## Système de jeu
Le jeu se concentre sur une succession d'énigmes, basées principalement sur le dialogue ou sur la réorganisation d'éléments. Le personnage principal est également amené à jouer à plusieurs jeux d'époques comme le toton, le lansquenet ou une partie de mail.

## Musiques du jeu
Les musiques du jeu, les grands et petits motets de Jean-Baptiste Lully, ont été jouées par le Capriccio Stravagante Orchestra dirigé par Skip Sempé. Un disque compact, intitulé Versailles. L'île enchantée, en a été tiré.
- Jean-Baptiste Lully : Ouverture de Psyché
- D'Anglebert : Prélude en sol mineur
- Lambert : Vos mépris chaque jour...
- Chambonnières : Sarabande
- Jean-Baptiste Lully : Marche pour la cérémonie des Turcs
- D'Anglebert : Prélude en sol
- Lambert : Ombre de mon amant
- Jean-Baptiste Lully : Passacaille d'Armide
- Le Roux : Gigue
- Jean-Baptiste Lully : Reprise de la Marche pour la cérémonie des Turcs
- Campra : Sommeil
- Louis Couperin : Prélude en ut
- Louis Couperin : Passacaille en ut
- Chambonnières : Paschalia
- Campra : Mes yeux...
- François Couperin : Allemande à deux clavecins
- Marais : Les voix humaines
- D'Anglebert : Prélude en ré mineur
- Marais : Sarabande
- Jean-Baptiste Lully : Quels spectacles charmants
- Jean-Baptiste Lully : Chaconne d'Amadis